# Stachó Lajos
Szlatinai Stachó Lajos (Nagyvárad, 1920. május 4. – Budapest, 1982. december 20.) matematikus, a matematikai tudományok kandidátusa (1981).

## Életpályája
Egyetemi tanulmányait 1939-ben a Ferenc József Tudományegyetem matematika-fizika szakán kezdte. Tanulmányait 1942–1943 között katonai szolgálat miatt megszakította. 1944 őszén újra behívták; Németországba küldték. Angol hadifogságból való hazatérését követően a budapesti egyetem bölcsészkarára iratkozott be. 1948-ban bölcsészdoktori címet szerzett. 1948 szeptemberétől a Battonyai Állami Gimnáziumban oktatott. 1949-ben diplomázott matematika-fizika szakon. Tanári működését Szentesen, majd Szegeden folytatta. 1954-től a Szegedi Tudományegyetem Gyakorló Gimnáziumának matematika szakvezető tanára volt. 1960-tól az egyetem tanársegéde, majd adjunktusa volt. 1962-ben elvégezte a programozó matematikus szakot is. 1962–1963 között a Magyar Tudományos Akadémia Számítógépközpontjában dolgozott. 1966-tól önálló programozóként – különböző fővárosi számítógépközpontokban – tevékenykedett. 1974-től szakmai szerkesztő volt a Számítástechnikai Oktató Központnál (SZÁMOK). 1976–1980 között számítástechnikai tanácsadó a Számítástechnikai és Automatizálási Kutató Intézetnél (SZÁMKI).

## Művei
- A programozás matematikai ABC-je (Budapest, 1975)